# Главы Пензы
В соответствии с действующим Уставом города, высшим органом местного самоуправления является Пензенская городская дума, избираемая в количестве 35 человек сроком на 5 лет. Дума избирает из числа своих членов главу города, одновременно являющегося председателем думы, и назначает по контракту главу администрации города. Администрация города является исполнительным органом, осуществляющим текущее управление городским хозяйством. До поправок 2005 года глава администрации города избирался всеобщим голосованием, а должности главы города не существовало. 

## Председатели Пензенского горисполкома (1918—1922)
- Иванов Иван Иванович (1 января 1918 — апрель 1921)
- Ушаков Алексей Иванович (18 мая 1921 — сентябрь 1921)
- Трясогузов Фёдор Алексеевич (октябрь 1921 — июль 1922)

## Председатели Пензенского горсовета (1922—1957)
- Иванов Иван Иванович (1922—1923)
- Лютин Афанасий Власьевич (11 января 1924 — 1926, одновременно был председателем губисполкома)
- Полбицын Георгий Трофимович (17 марта 1927 — 28 июня 1928, одновременно был председателем  губисполкома)
- Заборский Павел Ефимович (14 августа 1928 — 1929)
- Алексеев Александр Алексеевич (1929 — 1930)
- Кравцов Евгений Андреевич (7 августа 1930 — 23 августа 1931, председатель горисполкома был одновременно председателем горсовета). Горисполком в Пензе был восстановлен в 1930 году и  вновь ликвидирован в 1931 году Председатели Пензенского горсовета в 1931—1940 годах
- Болдырев Василий Иванович (23 августа 1931 — 8 июля 1932)
- Капранов Николай Евдокимович (2 августа 1932 — сентябрь 1933)
- Жевакин С.Д. (1 января 1934 — октябрь 1934)
- Вершинин Сергей Никифорович (28 декабря 1934 — 21 ноября 1936)
- Суханов Александр Михайлович (21 ноября 1936 — 20 ноября 1937)
- Любимов Александр Тимофеевич (21 декабря 1937 — 5 февраля 1939)
- Борисов Анатолий Семенович (5 февраля 1939 — 9 сентября 1939, Председатели Пензенского горисполкома, вновь восстановленного в 1939 году)
- Финогин Яков Иванович (9 сентября 1939 — 19 сентября 1940)
- Гутарев Иван Андреевич (26 сентября 1940 — декабрь 1941)
- Трубин, Михаил Александрович (22 декабря 1941 — 22 октября 1942)
- Сорокин, Максим Фёдорович (22 октября 1942 — 4 октября 1943)
- Павлов, Николай Дмитриевич (4 октября 1943 — 30 сентября 1946)
- Смирнов Петр Логинович (30 сентября 1946 — 4 марта 1949)
- Рябов Николай Никитович (4 марта 1949 — 7 марта 1957)

## С 1957 года
| Изображение | Фамилия, Имя Отчество            | Годы жизни  | Должность                              | Период руководства                 | Принадлежность руководства  | Партия        |
| --- | -------------------------------- | ----------- | -------------------------------------- | ---------------------------------- | --------------------------- | ------------- |
| | Седов Виктор Федорович           |             | Председатель Пензенского горисполкома  | 7 марта 1957 — 15 марта 1961       | СССР                        | КПСС          |
| | Коронатов Владислав Петрович     | 1915 — 1973 | Председатель Пензенского горисполкома  | 15 марта 1961 — 21 сентября 1962   | СССР                        | КПСС          |
| | Кривошея Федор Яковлевич         |             | Председатель Пензенского горисполкома  | 21 сентября 1962 — 14 октября 1963 | СССР                        | КПСС          |
| | Мальшаков Николай Петрович       | 1924 — 1997 | Председатель Пензенского горисполкома  | 14 октября 1963 — 3 декабря 1965   | СССР                        | КПСС          |
| | Щербаков Александр Евгеньевич    | 1928 — 2016 | Председатель Пензенского горисполкома  | 3 декабря 1965 — 15 июня 1984      | СССР                        | КПСС          |
| | Антипов Николай Иванович         | 1939 — 2013 | Председатель Пензенского горисполкома  | 15 июня 1984 — 21 января 1991      | СССР                        | КПСС          |
| | Сазанов Владимир Александрович   | 1949 — 2019 | Председатель Пензенского горсовета     | 15 марта 1990 — 25 февраля 1992    | СССР — Российская Федерация | КПСС          |
| | Калашников Александр Серафимович | род. 1949   | Глава администрации города             | 25 февраля 1992 — 1993             | Российская Федерация        |               |
| Мэр города | Калашников Александр Серафимович | род. 1949   | 1996 — 2000                            |                                    | Российская Федерация        |               |
| Мэр города | Калашников Александр Серафимович | род. 1949   | 2000 — 2006                            |                                    | Российская Федерация        |               |
| | Белозерцев, Иван Александрович   | род. 1958   | Председатель Пензенской городской думы | 29 декабря 2004 — 22 октября 2012  | Российская Федерация        | Единая Россия |
| | Пашков Александр Владимирович    | род. 1967   | Глава администрации города             | 6 февраля — 27 декабря 2005        | Российская Федерация        |               |
| | Чернов Роман Борисович           | род. 1971   | Глава администрации города             | 27 декабря 2005 — 19 июня 2014     | Российская Федерация        | Единая Россия |
| | Алпатов Юрий Петрович            | род. 1949   | Глава города                           | 26 октября 2012 — 24 сентября 2014 | Российская Федерация        |               |
| | Рябихина Лариса Юрьевна          | род. 1963   | и.о. Глава администрации города        | 20 июня 2014 — 18 июля 2014        | Российская Федерация        |               |
| | Кривов Юрий Иванович             | род. 1962   | Глава администрации города             | 18 июля 2014 — 18 ноября 2015      | Российская Федерация        |               |
| | Кувайцев Виктор Николаевич       | род. 1959   | Глава города                           | 24 сентября 2014 — 23 декабря 2015 | Российская Федерация        |               |
| | Кувайцев Виктор Николаевич       | род. 1959   | Глава администрации города             | 16 декабря 2015 — 10 сентября 2019 | Российская Федерация        |               |
| | Волков Сергей Владимирович       | род. 1965   | и.о. Главы администрации города        | 20 сентября — 31 октября 2019      | Российская Федерация        |               |
| | Савельев Валерий Петрович        | род. 1963   | Глава города                           | 23 декабря 2015 — 3 августа 2018   | Российская Федерация        | Единая Россия |
| | Тактаров Николай Михайлович      | род. 1951   | Глава города                           | 3 августа 2018 — 20 сентября 2019  | Российская Федерация        | Беспартийный  |
| | Мутовкин, Владимир Борисович     | род. 1960   | Глава города                           | 20 сентября 2019 — 20 декабря 2022 | Российская Федерация        | Единая Россия |
| | Лузгин Андрей Вячеславович       | род. 1981   | Глава администрации города             | 31 октября 2019 — 12 октября 2021  | Российская Федерация        | Беспартийный  |
| | Басенко, Александр Николаевич    | род. 1970   | Глава администрации города             | 12 октября 2021 — 20 декабря 2022  | Российская Федерация        | Беспартийный  |
| 20 декабря 2022 года были приняты изменения в устав города, в соответствии с которыми ликвидируется двуглавая система управления Пензой и упраздняется должность главы администрации города |                                  |             |                                        |                                    |                             |               |
| | Басенко, Александр Николаевич    | род. 1970   | Глава города                           | с 23 декабря 2022                  | Российская Федерация        |               |